# Zwarte thee

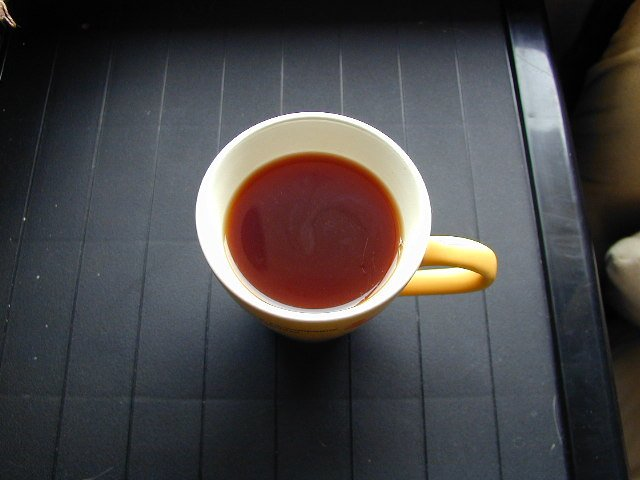
Zwarte thee

Zwarte thee is thee gemaakt van de bladeren van de theeplant (Camellia sinensis). Deze variant is gemaakt door middel van zwaardere oxidatie dan de witte, groene, en oolong-variëteiten. Het is in het algemeen sterker in smaak en bevat meer cafeïne dan lichter geoxideerde thee.
In het Chinees en China omringende landen wordt zwarte thee rode thee genoemd (紅茶, Mandarijn hóngchá, Japans kōcha), een beschrijving van de kleur van de vloeistof. In het Chinees wordt met zwarte thee post-gefermenteerde thee bedoeld (zoals pu-erthee). In de westerse wereld verwijst zwarte thee naar de kleur van de geoxideerde blaadjes. Rode thee verwijst in het Westen gewoonlijk naar de Zuid-Afrikaanse rooibos-thee.
Groene thee verliest gewoonlijk zijn smaak na een jaar, maar zwarte thee behoudt zijn smaak gedurende meerdere jaren (meer dan vijftig jaar in het speciale geval van pu-erthee). Het is daarom lang een handelsartikel geweest. Samengeperste blokken zwarte thee hebben zelfs gediend als een vorm van geld in Mongolië, Tibet en Siberië tot in de 19e eeuw. Zwarte thee was oorspronkelijk als enige soort thee in de westerse cultuur bekend. Hoewel groene thee meer gebruikt wordt, vormt zwarte thee nog steeds meer dan 90 percent van de theeverkoop in het westen.
De term 'zwarte thee' wordt in Engeland ook gebruikt om een kop thee zonder melk aan te duiden, omdat het toevoegen van melk daar een vast gebruik is.

## Typen zwarte thee

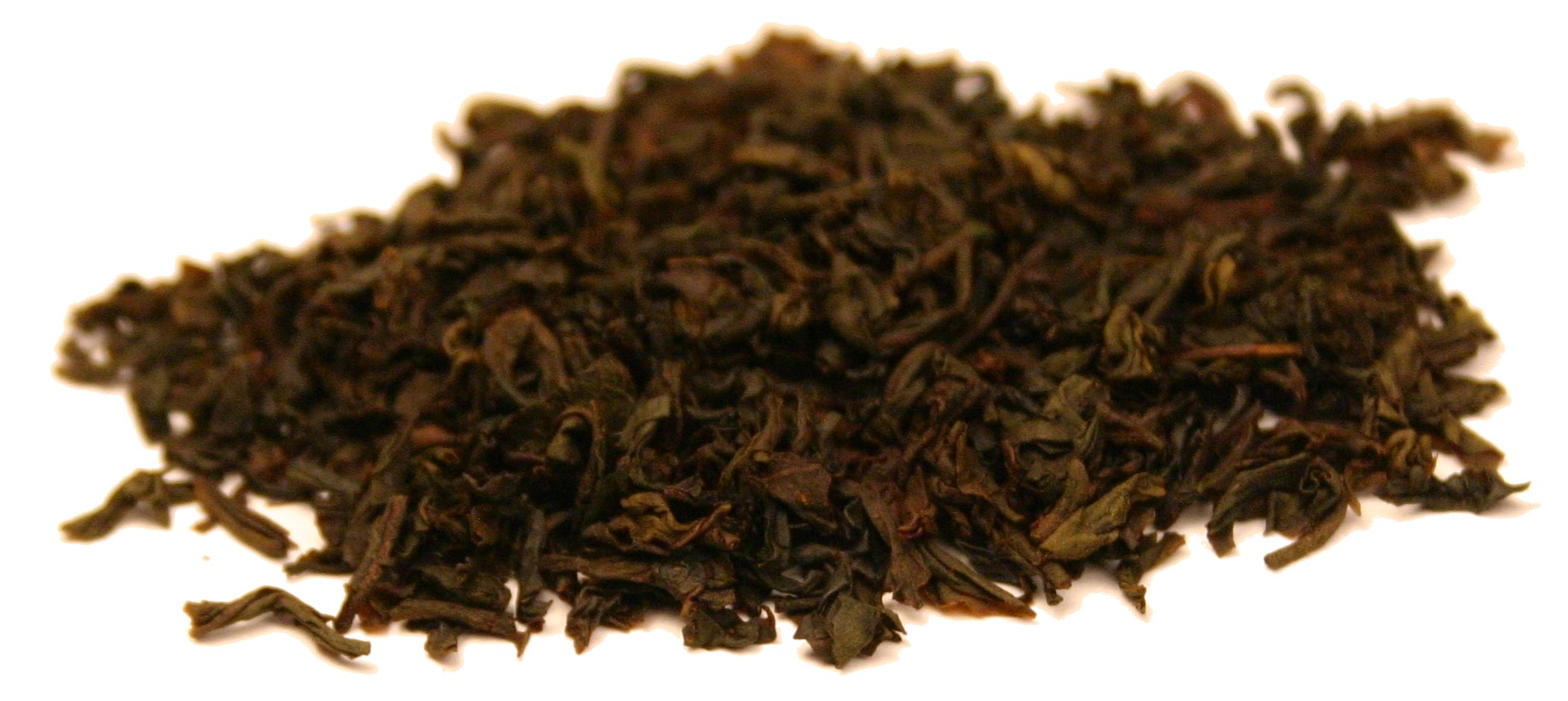
Losse earlgreythee uit Sri Lanka

In China, maar ook in India en sommige andere gebieden, wordt ongemengde zwarte thee vaak genoemd naar de (oorspronkelijke) streek van productie. Enkele soorten zijn:
- Bailin gongfu (Red Fujian): Fujian, China
- Tanyang gongfu (Red Fujian): Fujian, China
- Zhenghe gongfu (Red Fujian): Fujian, China
- Lapsang souchong: Fujian – wordt gerookt boven naaldbomen houtvuur; dit zorgt voor kenmerkende rokerige smaak
- Jin junmei: Fujian
- Keemun: Anhui, China
- Assam: Assam, India – een thee met een rijke 'body', sterk en met een duidelijke moutsmaak. Wanneer de smaak (te) scherp is, kan hij lekker smaken met een wolkje melk.
- Ceylon: Sri Lanka – een sterke thee, doch licht van kleur; soms met toevoeging van bergamotolie (earl grey)
- Darjeeling: West-Bengalen, India
- Nilgiri: Nilgiri, Tamil Nadu, India
- Vietnamese: Vietnam – niet ongelijk aan sommige goedkopere yunnanthee, een plezierig en zoet aroma maar met meer 'body' en donkerder; niet zoals thee uit Nepal of Darjeeling
- Nepalese: Nepal – ongeveer gelijk aan de lagere klassen darjeeling, maar heeft zijn smaak.

## Productie van zwarte thee
- Na de oogst worden de bladeren eerste geblancheerd door er lucht over te blazen.
- Daarna kan de zwarte thee op twee manieren gemaakt worden: volgens de CTC-methode of volgens de 'orthodoxe' methode.
  - De CTC-methode (wat staat voor Crush/Cut, Tear, Curl) wordt gebruikt voor thee van mindere kwaliteit die in theezakjes terechtkomt en machinaal verwerkt wordt. Deze methode is efficiënt en effectief om een betere kwaliteit te krijgen uit bladeren van medium en lagere kwaliteit.
  - De orthodoxe methode wordt met machines of met de hand uitgevoerd. Handverwerking wordt gebruikt voor de hogere kwaliteiten. Hoewel de orthodoxe methode kan verschillen per type thee, resulteert dit type verwerking in losse thee van hoge kwaliteit die vaak gewild is bij veel connaisseurs.
- Hierna worden de bladeren geoxideerd onder gecontroleerde temperatuur en vochtigheid.  Dit proces wordt ook wel 'fermentatie' genoemd, hoewel er geen fermentatie plaatsvindt. De graad van oxidatie bepaalt de kwaliteit van de thee. Omdat de oxidatie al begint bij het drogen, is de tijd tussen deze stappen ook een cruciale factor in de kwaliteit van de thee.
- Dan worden de bladeren gedroogd om het oxidatieproces te stoppen.
- Uiteindelijk worden de bladeren gesorteerd in klassen volgens grootte, meestal door zeven. De thee kan verder gesubklasseerd worden volgens andere criteria.
- De thee is nu klaar om verpakt te worden.

## Variëteiten
Indiase en ceylonthee worden meestal genoemd naar het gebied van oorsprong (Darjeeling, Assam, Ceylon etc.) en verder naar landgoed en klasse voor kwaliteitsbladeren (bijvoorbeeld "Darjeeling Lingia FTGFOP1").
In ceylonthee uit Sri Lanka zijn deze klassenamen een aanduiding van de grootte en/of van hoe de thee eruitziet. Het is echter geen aanduiding voor de kwaliteit. Er is mogelijk een gebrek aan uniformiteit in de klassen die door de markt gebruikt worden, wat het vrij moeilijk maakt om ze correct en accuraat te beschrijven.
Ceylonthee kan in twee groepen worden onderverdeeld:
1. De 'theeblad-klassen' die oorspronkelijk door de ceylonthee-pioniers werden gemaakt.
2. De kleinere, gebroken klassen die vandaag de dag worden gebruikt.

Lijst van ceylontheeblad-klassen

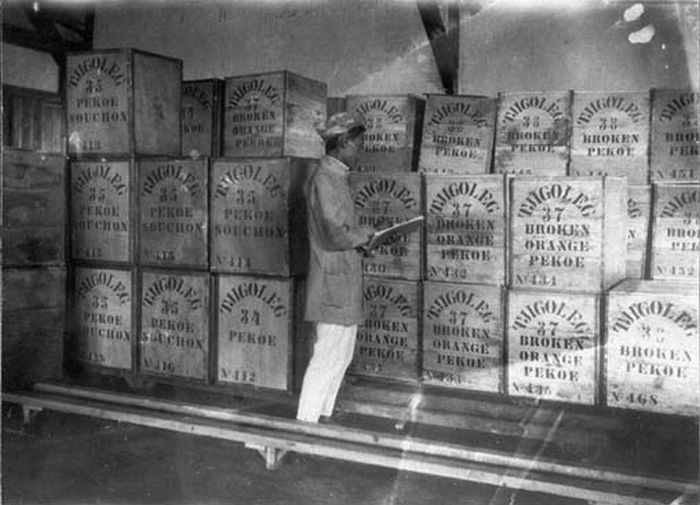
Opgestapelde theekisten klaar voor transport, theefabriek Tjigolek Java (Collectie Wereldmuseum Amsterdam).

- Orange Pekoe (O.P.) - Lange, dunne, draderige bladeren soms met de top. De gezette thee is licht van kleur.
- Pekoe (Pek.) - De bladeren zijn korter en niet zo draderig als O.P., maar de gezette thee heeft meestal meer kleur.
- Souchong (Sou.) - Een krachtig en rond blad, met een bleke drank.
- Broken Orange Pekoe (B.O.P. of BOP) - Dit soort is een van de meest aantrekkelijke. Het is veel kleiner dan alle andere theesoorten en heeft een top. De drank heeft een goede kleur en smaak.
- Broken Pekoe (B.P.) - Iets groter dan B.O.P., met iets minder kleur, meestal als vuller in blends gebruikt.
- Broken Pekoe Souchong (B.P.S) - Iets groter dan B.P. en daarom iets lichter, maar ook gebruikt als blendvuller.
- Broken Orange Pekoe Fannings (B.O.P.F.) - Deze soort is erg gewild, vooral in Engeland. Het is veel kleiner dan B.O.P. en je kunt er snel thee mee zetten, met een mooie kleur.

Er wordt een klein aantal theesoorten van planttoppen of bloemen gemaakt. Daaronder zijn de bloemige orange pekoe (FOP) en de bloemige gebroken orange pekoe (FBOP)). Deze zijn veel kostbaarder dan de fabrieksmatig verwerkte soorten omdat de toppen met de hand geplukt en gesorteerd moeten worden.
In Assam zijn de belangrijkste theesoorten
- bloemige pekoe (FP)
- orange pekoe (OP)<--boven staat wat anders-->
- pekoe (P)
- pekoe souchong (PS)
- souchong (S)

De klassen gebroken thee zijn:
- BOP = gebroken orange pekoe
- FOP = bloemige orange pekoe
- TGFOP = toppige gouden bloemige orange pekoe
- BOP= gebroken orange pekoe
- FOP = bloemige orange pekoe
- FOP = bloemige orange pekoe
- FTGFOP = fijnste toppige gouden bloemige orange pekoe

Alle typen worden als 'enkele' soorten verkocht of als blend. Blendnamen zijn meestal algemener, zoals "assamthee".
Vervalsing is een serieus probleem bij de wereldtheehandel: de hoeveelheid thee die jaarlijks als darjeeling wordt verkocht is vele malen groter dan de jaarlijkse theeproductie in Darjeeling. Deze wordt geschat op 11.000 ton.